# ستان هانسون
ستان هانسون (بالإنجليزية: Stan Hanson)‏ (27 ديسمبر 1915 في المملكة المتحدة - 1987) هو لاعب كرة قدم بريطاني (وحمل سابقاً جنسية المملكة المتحدة لبريطانيا العظمى وأيرلندا) في مركز حراسة المرمى. لعب مع بولتون واندررز ونادي ليفربول.